# Kia cee’d (JD)
Kia cee’d (JD) — второе поколение Kia Ceed. Впервые было представлено 2 июня 2012 года.
15 сентября 2012 года был налажен выпуск универсала cee'd_sw. В 2013 году началось производство «заряженной» версии 3-дверной модели Kia pro_cee’d GT и 5-дверного хетчбэка cee’d GT. Оба автомобиля получили турбированный мотор 1.6 максимальной мощностью 204 л. с. и максимальным крутящим моментом 265 Н*м. От обычных версий Kia pro_cee’d и cee’d также отличают экстерьер и интерьер.
В 2015 году автомобиль прошёл рестайлинг. Производство завершилось в 2018 году.

## Безопасность
Автомобиль прошёл тест Euro NCAP в 2012 году:
| Euro NCAP                                                | Euro NCAP | Euro NCAP | Euro NCAP             |
| -------------------------------------------------------- | --------- | --------- | --------------------- |
| · общий рейтинг                                          |           |           |                       |
| 89%                                                      | 88%       | 61%       | 86%                   |
| взрослый пассажир                                        | ребёнок   | пешеход   | активная безопасность |
| Протестированная модель: Kia Cee’d 1,4MPI LX, LHD (2012) |           |           |                       |

## Галерея

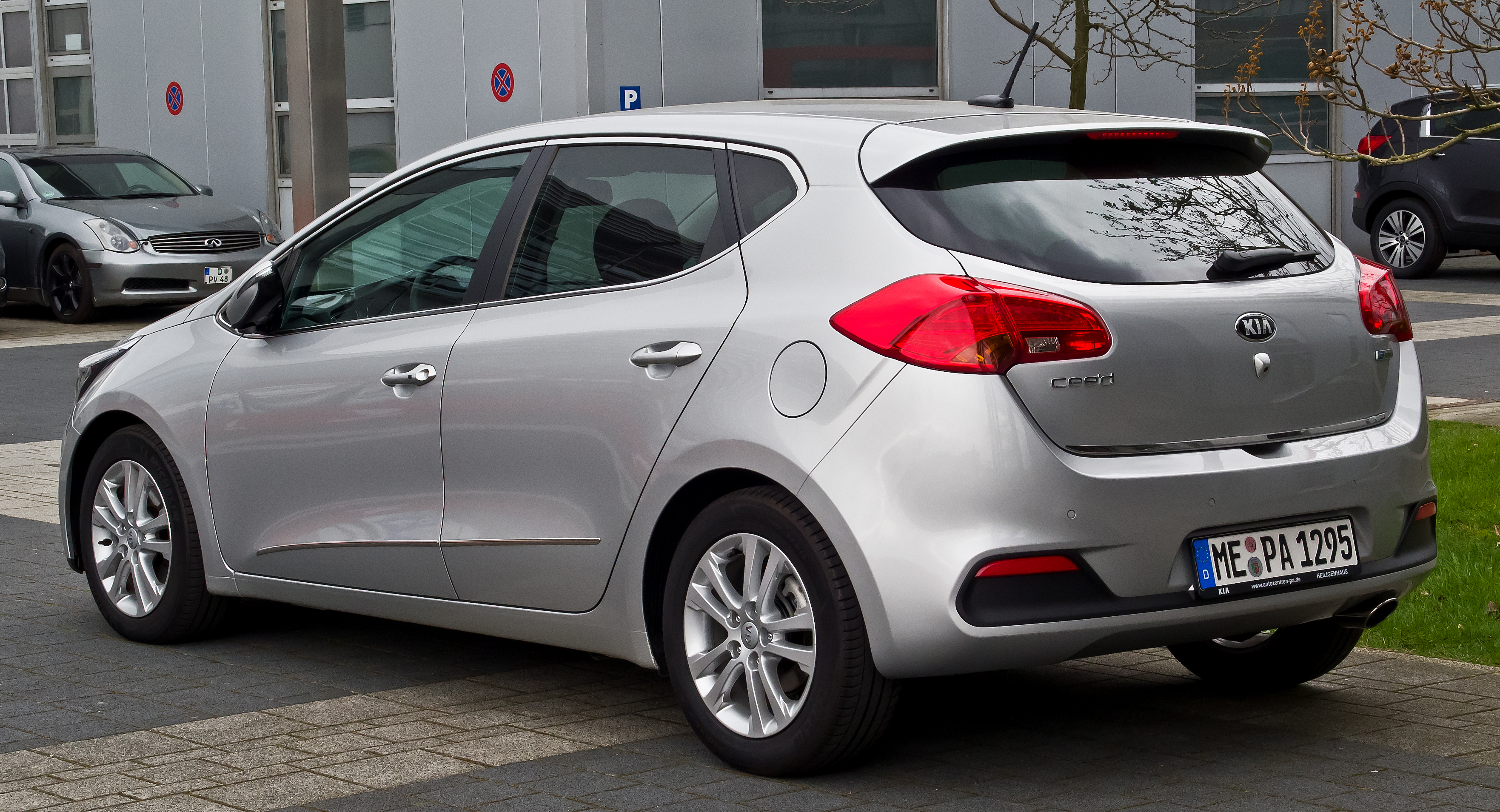
Вид сзади
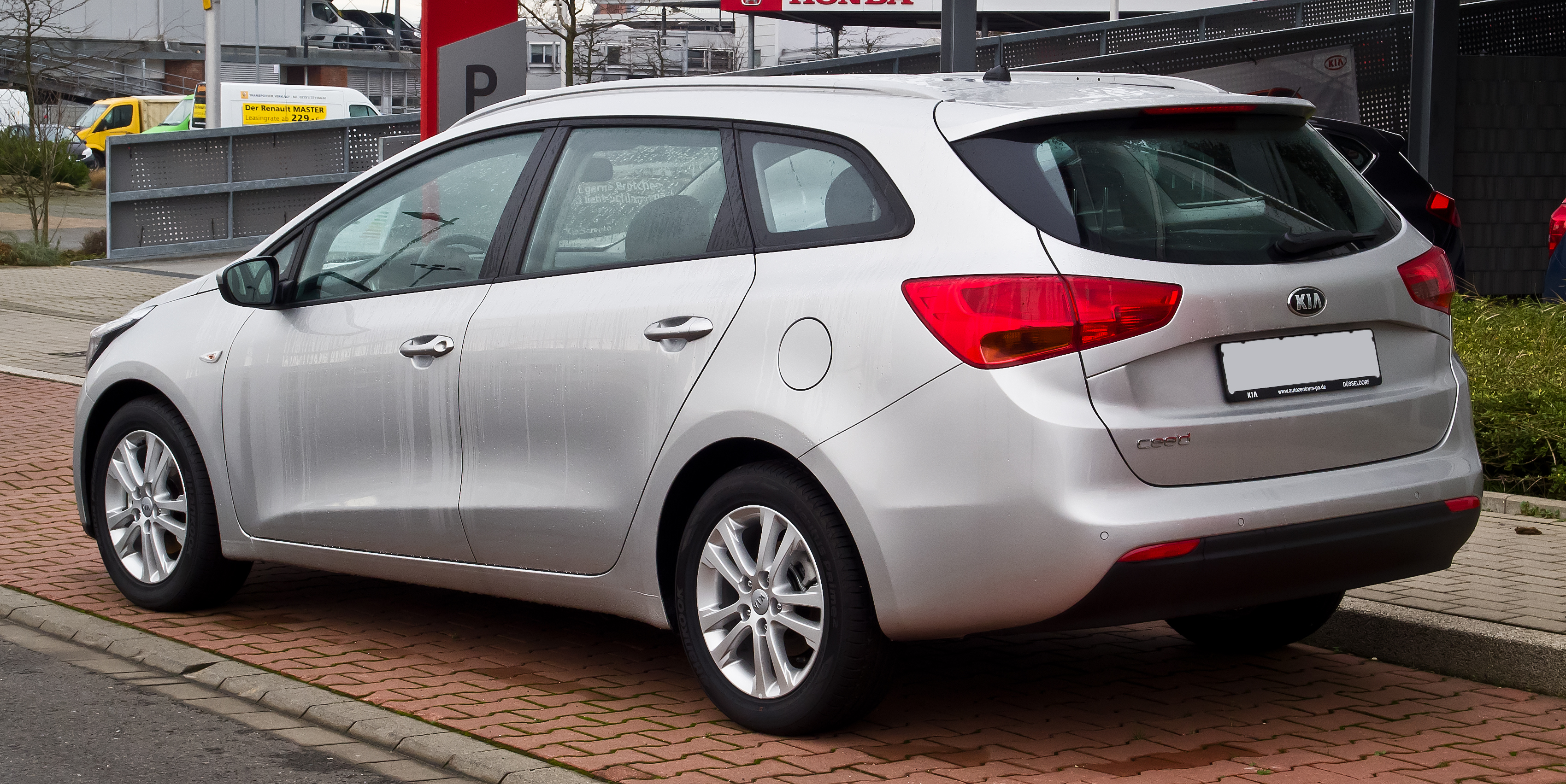
Kia cee'd_sw
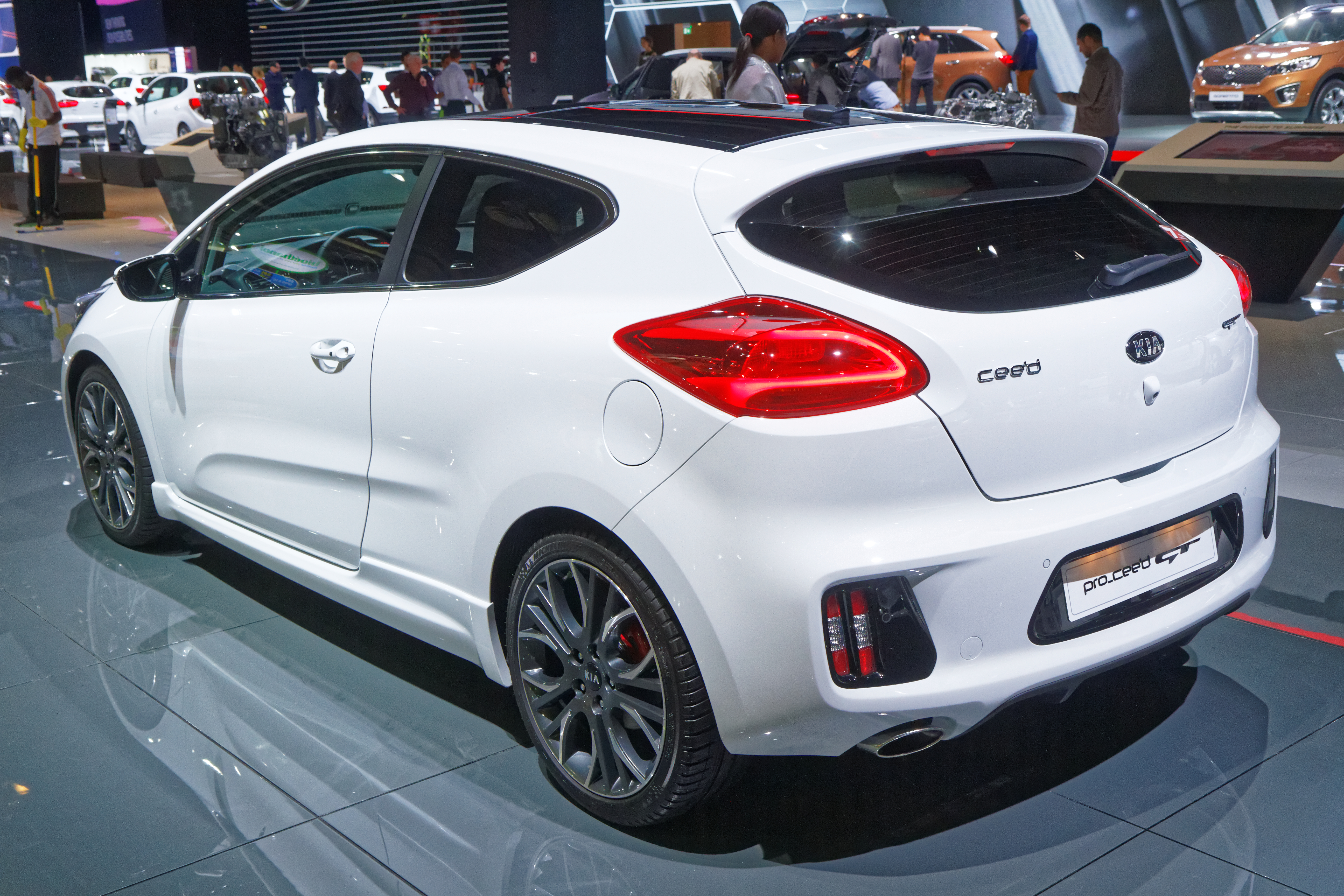
Kia pro_cee'd
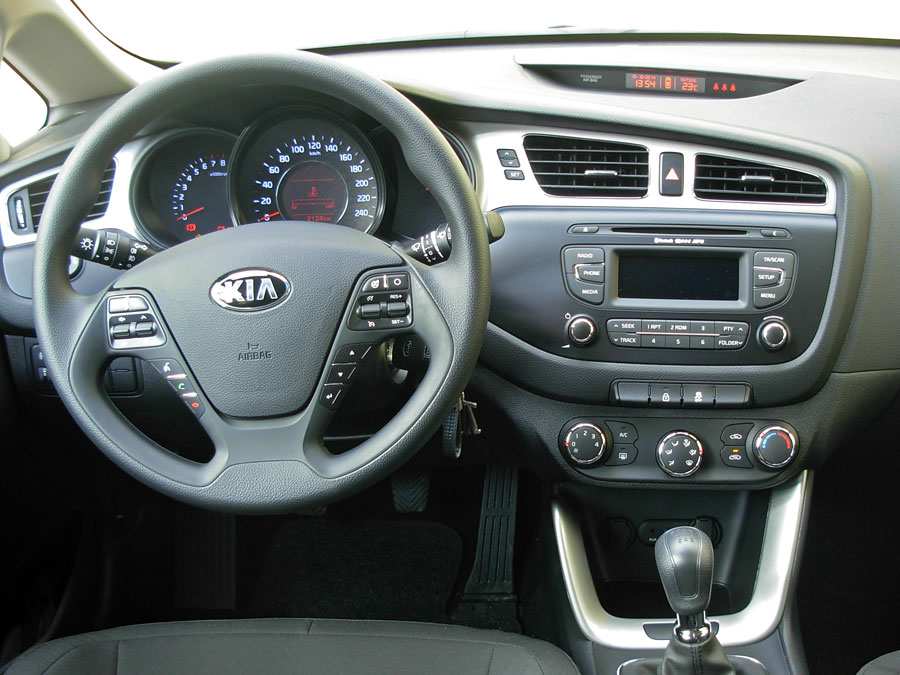
Место водителя